# Ябланиця (Ілірська Бистриця)
Ябланиця (словен. Jablanica) — поселення в общині Ілірська Бистриця, Регіон Нотрансько-крашка, Словенія. Висота над рівнем моря: 427,4 м.